# اسلام در مغولستان

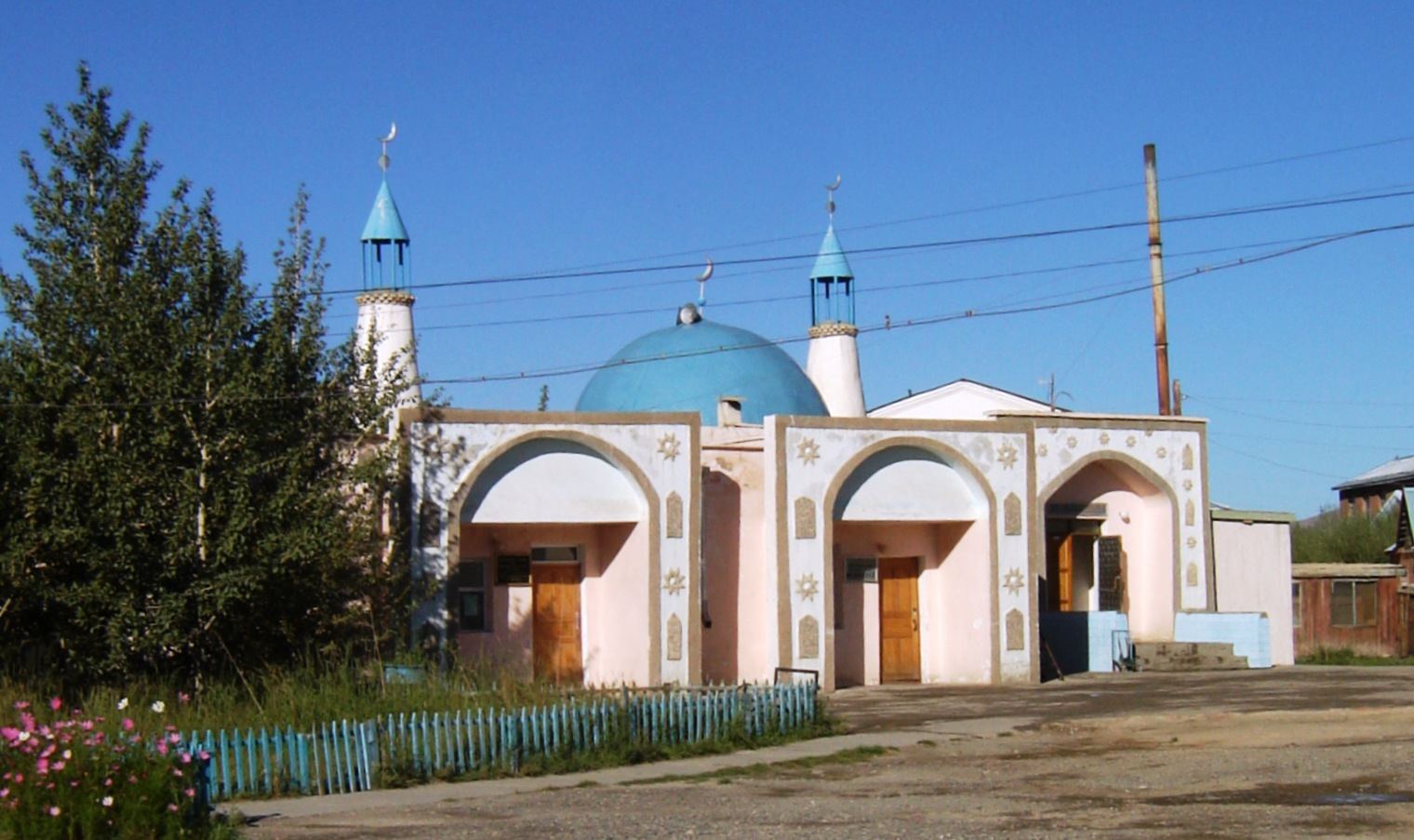
عکس از مسجد شهر اولگی

دین حدود ۵٪ از جمعیت[۱] مغولستان اسلام است. این افراد عمدتاً قزاق‌های بومی از استان غربی «بایان اولگی»(۷/۸۸٪ از جمعیت کل استان) و استان «خاود» (۱۱/۵ درصد از جمعیت استان) می‌باشند. با علاوه، می‌توان جمعیت‌های کوچکی از قزاق‌ها را در شهرها و روستاهای مختلف مغولستان پیدا کرد.

## تاریخچه
اولین نشانه‌های اسلام در مغولستان به سال ۱۲۵۴ بر می‌گردد؛ یعنی زمانی که فرانسیسکان گیوم دو روبروک هنگام بازدید از دربار منگوقاآن در قراقروم، متوجه وجود هفت بتکده (احتمالا معابد بودایی و تائو) و همچنین دو مسجد شد؛ بنابراین مورخان ورود اسلام به مغولستان را بین سالهای ۱۲۲۲ و ۱۲۵۴ تخمین می‌زنند. اولین آشنایی مغولان با اسلام در زمان فتح افغانستان توسط چنگیز خان اتفاق افتاد. در سال ۱۲۲۲، چنگیز خان در راه برگشت به مغولستان، از بخارا در ماوراءالنهر بازدید کرد.
برکه، نوه چنگیزخان، به لطف سیف الدین درویش (درویش خوارزم) به اسلام گروید و یکی از اولین حکام مغول بود که به اسلام روی آوردند. دیگر خان‌های مغول نیز تحت تأثیر همسران مسلمان خود به اسلام گرویدند. بعدها بایبارس، حاکم مملوک، روابط خود را با گروه ترکان طلایی محکم تر کرد و مغولان اصیل را به مصر خواند. سفر به مصر مغولان بسیاری را به اسلام سوق داد[۲]، چنان‌که در دهه ۱۳۳۰، سه چهارم سران امپراطوری مغول مسلمان بودند.[۳]
قزاق‌های مسلمان از اواخر قرن نوزدهم، شروع به سکونت در دزونگاریا و مناطق کوهستانی آلتای کردند. بیشتر قزاق‌ها کریت و نعیمان بودند. بسیاری از قزاق‌ها به خاطر آزار و شکنجهٔ روسیه تزاری گریختند. قزاق‌ها پس از به قدرت رسیدن بوگدوگگن در سال ۱۹۱۱، اجازه یافتند که در خاود استقرار یابند.
استان بایان اولگی در سال ۱۹۴۰ ایجاد شد. علیرغم میزان بالای زاد و ولد در خانواده‌های مسلمان، در نیمه دوم قرن بیستم، تعداد مسلمانان در مغولستان کاهش یافت [۴] [۵]. در اوایل دهه ۱۹۹۰، قزاق‌های بومی زیادی به قزاقستان مستقل بازگشتند.

## آمار
بیشتر مسلمانان در قسمت غربی مغولستان هستند.
| ۱۹۵۶   | %    | ۱۹۶۳   | %    | ۱۹۶۹   | %    | ۱۹۷۹   | %    | ۱۹۸۹    | %    | ۲۰۰۰    | %    | ۲۰۰۷    | %    |
| ------ | ---- | ------ | ---- | ------ | ---- | ------ | ---- | ------- | ---- | ------- | ---- | ------- | ---- |
| ۳۶٬۷۲۹ | ۴٫۳۴ | ۴۷٬۷۳۵ | ۴٫۶۹ | ۶۲٬۸۱۲ | ۵٫۲۹ | ۸۴٬۳۰۵ | ۵٫۴۸ | ۱۲۰٬۵۰۶ | ۶٫۰۶ | ۱۰۲٬۹۸۳ | ۴٫۳۵ | ۱۴۰٬۱۵۲ | ۵٫۳۹ |